# Tischlerei Graichen
Die Tischlerei Graichen  bzw. Bau- und Möbelwerkstätten Graichen (Firmenname Graichen Bau- und Möbelwerkstätten GmbH) ist eine Tischlerei in Frohburg. Die Tischlerei ist ein mittelständisches Unternehmen, das vorwiegend im Innenausbau tätig ist.
Das Unternehmen wurde 1799 gegründet und wird in siebenter Generation inhabergeführt durch Matthias Graichen, der auch das Amt des Landesinnungsmeisters des Fachverbands der Tischler in Sachsen innehat.

## Produktion (Auswahl)
Die Firma ist hauptsächlich im Bereich des Innenausbaus von Räumen und Gebäuden tätig, z. B. für:
- das Deutsche Hygiene-Museum
- die Bundestagsbibliothek
- die Uniklinik Leipzig
- das Hotel Adlon
- das Bauhaus Dessau
- das Porsche-Museum